# Metro 2033 (Computerspiel)
Metro 2033 ist ein Ego-Shooter des ukrainischen Entwicklers 4A Games und des Publishers THQ. Er basiert auf dem gleichnamigen Roman Metro 2033 von Dmitri Gluchowski. Das Spiel erschien im März 2010 in Europa und den USA für Xbox 360 und Windows. Mit Metro: Last Light ist im Mai 2013 ein Nachfolger erschienen und 2019 folgte Metro Exodus.

## Handlung
Die Handlung basiert auf dem gleichnamigen Roman, weicht aber an einigen Stellen von dessen Handlung ab.
Die Erde wurde 2013 in einem nicht näher benannten Atomkrieg verwüstet. In Moskau haben sich die wenigen Überlebenden, um die 40.000 Personen, in das große U-Bahn-Netzwerk gerettet, die Moskauer Metro. Die Erdoberfläche und einige Tunnel sind aufgrund der Belastung durch radioaktive Stoffe nur mit einer Schutzmaske (im Spiel Gasmaske) betretbar. Durch die ionisierende Strahlung sind dort im Laufe der Zeit eine Vielzahl von Mutanten entstanden, welche oft die Metrostationen überfallen. Aber nicht nur Mutanten, sondern auch Banditen, Kommunisten und Faschisten bevölkern die Metro. Die einzelnen Stationen der Metro haben sich seit dem Atomkrieg im Laufe der Zeit zu eigenständigen Zwergstaaten entwickelt, die mit anderen Stationen Handel treiben und Bündnisse eingehen, oftmals aber auch um Lebensraum, Nahrung, Handelsgüter, Treibstoff und um ihrer neuen und alten Ideologien willen Kriege führen. Daneben existieren noch die geheimnisvollen „Schwarzen“, welche die Menschen in den Wahnsinn treiben können.
Der Spieler übernimmt 2033 die Rolle des 24-jährigen Artjom, der aufbricht, um der Bitte eines Rangers namens Hunter nachzukommen, eine Person namens Miller in der wohl größten noch von Menschen bewohnten Metrostation Polis zu finden. Der Spieler durchquert verlassene Tunnel, die vereiste Oberfläche und teils zivilisierte, teils überrannte Stationen. Die Menschen der Metro verzweifeln durch die Überfälle und durch das Auftreten der „Schwarzen“, die einmal als Homo novus beschrieben werden. Oftmals wird der Protagonist mit den „Schwarzen“ konfrontiert, wobei diese aber im Gegensatz zum allgemeinen Auftreten dem Spieler eher in visionsähnlichen Zwischensequenzen das Leben retten.
Im Gegensatz zur Romanvorlage kann der Spieler zwei verschiedene Enden herbeiführen. Zum einen das „schlechte“ Ende (Die Vernichtung der „Schwarzen“), das dem Ende im Roman entspricht; zum anderen das glückliche Ende, bei welchem der Spieler die Vernichtung der „Schwarzen“ abwendet, indem er das Gerät, das die Koordinaten des Hauptquartiers der „Schwarzen“ an die Raketen überträgt, von der Spitze des Turmes stößt. Um dies zu erreichen, muss der Spieler während des Spiels sogenannte „Moralpunkte“ sammeln. Diese erhält man durch moralisch korrekte Aktionen. Zum Beispiel bei Verhinderung der Hinrichtung eines Kriegsgefangenen. Es ist jedoch auch möglich diese Punkte wieder zu verlieren. Dies geschieht bei moralisch falschen Aktionen.

## Spielprinzip
Metro 2033 ist ein Ego-Shooter mit Elementen des Survival-Horror-Genres. Die Handlung verläuft linear, sodass der Spieler nur geringfügig vom vorgezeichneten Handlungspfad abweichen kann. Die Handlung wird zudem in zahlreichen Zwischensequenzen und Dialogen weiter fortgeführt. Trotz des Shooter-Schwerpunktes kann sich der Spieler auch an einigen Gegnern vorbeischleichen. Um für Abwechslung zu sorgen, wurden einige Szenarien implementiert. Zum einen muss der Spieler eine Station vor angreifenden Mutanten verteidigen, zum anderen gilt es, in einem befestigten Waggon vor anrückenden Faschisten zu flüchten oder auch eine Person sicher durch feindliches Gebiet zu eskortieren. Seltsame und gefährliche Anomalien, bedingt durch die nukleare Einwirkung, sowie verseuchte und strahlende Gebiete muss der Spieler ebenfalls überstehen. Die Existenz der Mutanten wird durch die nukleare Verseuchung erklärt. Es gibt keine Dämonen oder Magie. Dennoch setzt sich der Spieler an einigen Stellen mit paranormalen Situationen auseinander, sei es das Auftreten von Geistererscheinungen oder die Einbeziehung der „Schwarzen“ in das Geschehen. Dies sorgt mitunter für eine sehr düstere Atmosphäre. Das Spiel bietet zwei mögliche Enden, welche von ungefähr 60 Entscheidungen im Spielverlauf abhängig gemacht werden. Die Währung im Spiel ist statt Geld oder diversen Gütern eine spezielle, stärkere Munition, die noch aus der Vorkriegszeit stammt. Man kann also buchstäblich sein Geld verschießen oder es sparen und dadurch bessere Ausrüstung kaufen. Das Spiel erschien ungeschnitten in Deutschland.

## Entwicklung

### Verlauf der Entwicklung
Einige Mitarbeiter von 4A Games waren zuvor beim ukrainischen Spielentwickler GSC Game World angestellt, wo unter anderem die auf dem Roman Picknick am Wegesrand von Arkadi und Boris Strugazki basierende postapokalyptische S.T.A.L.K.E.R.-Reihe entstand (Shadow of Chernobyl, Clear Sky, Call of Pripyat). Im Sommer 2006 wurde bekannt, dass S.T.A.L.K.E.R.-Projektleiter Andrew 'Prof' Prokhorov und weitere Mitarbeiter das ukrainische Studio GSC Game World verlassen hatten und nun an Metro 2033 arbeiteten. Erste Screenshots wurden veröffentlicht und ein Release für Ende 2008 angekündigt. Auf der Games Convention im August 2006 wurde ein Trailer mit Szenen aus einer Vor-Alpha-Version gezeigt. Für mehr als zwei Jahre gab es dann keine Neuigkeiten, bis im Dezember 2008 ein neuer Trailer veröffentlicht wurde: Einstellungen und das gebrochene Englisch des Off-Sprechers waren nahezu identisch zum Games-Convention-Trailer. In Details, wie der Beleuchtung und dem Verhalten der NPCs, waren aber deutliche Fortschritte erkennbar, die zu einer lebendigeren Atmosphäre beitrugen. Gemeinsam mit der Bekanntgabe, dass THQ als Publisher fungieren wird, wurde im Oktober 2009 ein neuer Trailer veröffentlicht.

### Technik
Das Spiel verwendet die 4A Engine, eine Eigenentwicklung des Entwicklungsstudios. Für den Titel wurde die Software PathEngine lizenziert, mit der Bewegungen von NPCs innerhalb der 3D-Welt effizient berechnet werden können. Ein Teil der 3D-Modelle wurde vom ukrainischen Dienstleister KoreybaArts gestaltet.

## Rezeption
Die PC-Version hat einen Metascore über 81 %, die Xbox 360 von 77 %. Gelobt wurde allgemein die Atmosphäre und die Grafik, kritisiert wurde u. a. die zu kurze Spieldauer und die lineare Handlung. Das PC-Spielemagazin GameStar bewertete das Spiel mit 85 %.

## Nachfolger und Redux-Fassung
Am 17. Mai 2013 erschien mit Metro: Last Light der Nachfolger von Metro 2033. Die Geschichte und die Handlung von Metro: Last Light basieren auf dem „schlechten“ Ende (siehe Handlung) von Metro 2033 und knüpfen an dieses an.
Im Mai 2014 enthüllte Deep Silver die Arbeiten an sogenannten Redux-Fassungen zu Metro 2033 und Last Light. Der Publisher kündigte neben der Veröffentlichung für Windows erstmals auch Ausgaben für die im Winter zuvor veröffentlichten Spielkonsolen PlayStation 4 und Xbox One an. Die einzeln oder im Paket erhältlichen Versionen wurden technisch (Grafik, KI, Waffenhandling) an das Niveau von Last Light angeglichen, außer dem jeweiligen Hauptspiel sind zusätzlich die Downloaderweiterungen enthalten. Die Entwicklung für die PS4-/Xbox-One-Fassung erfolgte wegen der Ukraine-Krise 2014 unter widrigen Umständen. Um in den Besitz der notwendigen Entwicklerkits für die neuen Konsolen zu kommen, mussten diese erst von Mitarbeitern im Handgepäck durch den Zoll geschmuggelt werden, da man wegen der Korruption im Lande andernfalls mit hohen Zollgebühren rechnete. So erhielt das Studio erst Ende 2013 die notwendige Entwicklerhardware der PS4 und erst im Januar 2014 die der Xbox One.
Die Fassungen für Windows, PS4 und Xbox One erschienen am 29. August 2014. Besitzer der ursprünglichen PC-Fassungen erhielten bei Neukauf einen Rabatt über 50 %. Trotzdem kam es zu Kundenbeschwerden über die Höhe des Preises. Der Entwickler verwies dem gegenüber auf den hohen Entwicklungsaufwand bei der Überarbeitung der Engine und Anpassung der Spiele, die das gesamte Team mit 80 Personen über ein Jahr in Anspruch genommen hätten. Seit Dezember 2014 sind die Redux-Fassungen auch für Linux verfügbar. Im April 2015 vermeldete Deep Silver gleichzeitig mit der Veröffentlichung der Mac-Version 1,5 Millionen verkaufte Exemplare der Redux-Pakete.
Auf der E3 2017 wurde erstmals der Nachfolger Metro Exodus vom Entwickler 4A Games während einer Microsoft-Pressekonferenz vorgestellt. Er erschien am 15. Februar 2019 für den PC, die Xbox One und PlayStation 4. Ein Großteil des Entwicklerteams hat zuvor an der Stalker-Reihe gearbeitet.